# Euphorbia ledienii
Euphorbia ledienii es una especie fanerógama perteneciente a la familia de las euforbiáceas. Es endémica de Sudáfrica.

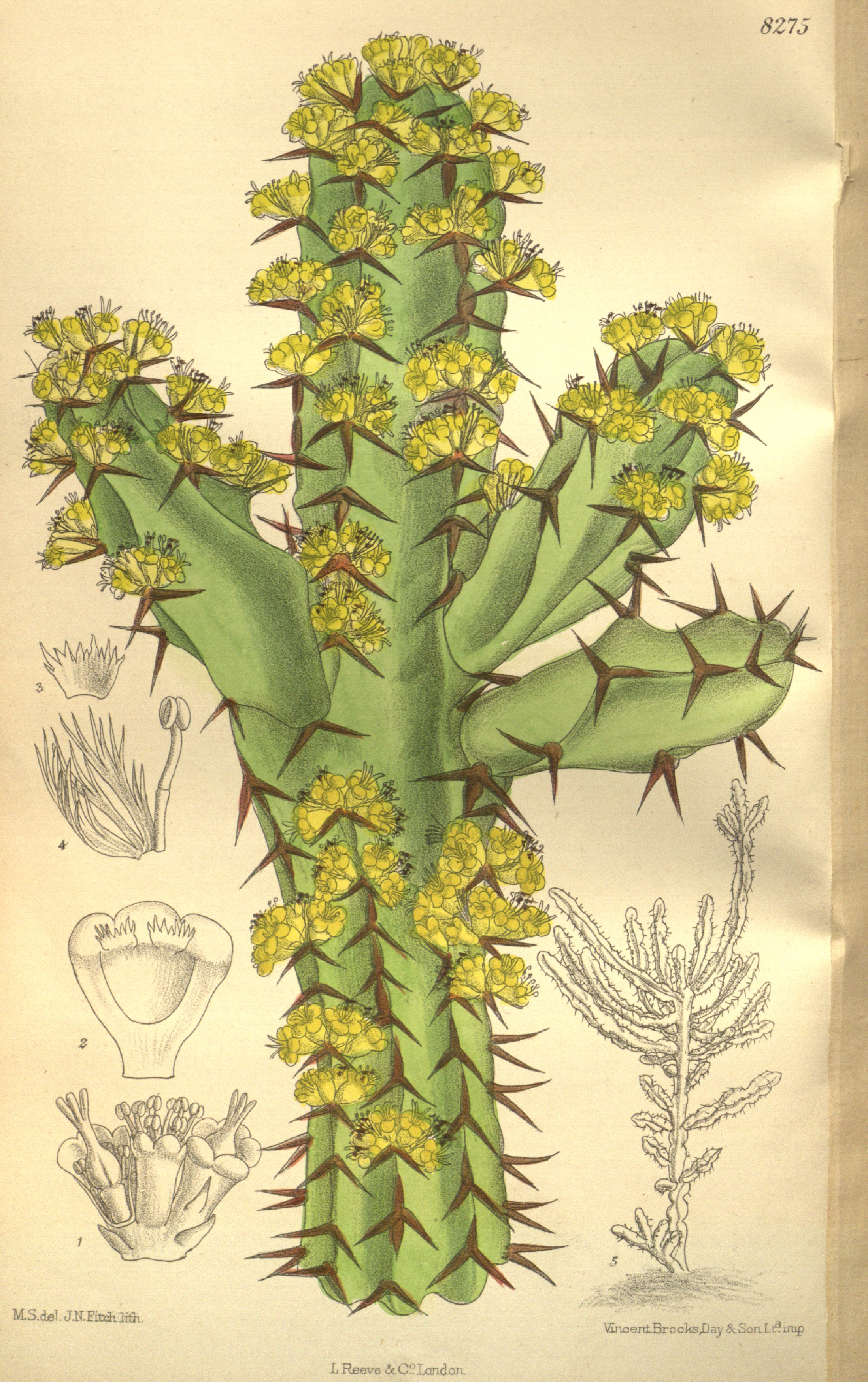
Ilustración

## Descripción
Es una especie arbustiva perenne con tallo carnoso y espinoso. Arbusto que generalmente alcanza menos de 1 m de altura; con ramas 4-6 anguladas. Las espinas formando un margen continuo a lo largo de los ángulos.

## Ecología
Se encuentra a una altitud de 850-1700 metros, entre las rocas de granito ligeramente arboladas.

## Taxonomía
Euphorbia ledienii fue descrita por Alwin Berger y publicado en Sukkulente Euphorbien 80. 1907[1906].
Etimología
Euphorbia: nombre genérico que deriva del médico griego del rey Juba II de Mauritania (52 a 50 a. C. - 23), Euphorbus, en su honor – o en alusión a su gran vientre –  ya que usaba médicamente Euphorbia resinifera. En 1753 Carlos Linneo asignó el nombre a todo el género.
ledienii: epíteto otorgado por Alwin Berger a su amigo F. Ledien, jardinero jefe del Jardín Botánico de Dresde en Alemania.
Variedades
- Euphorbia ledienii var. dregei N.E.Br. 1915
- Euphorbia ledienii var. ledienii[6]